# Kapitalisme

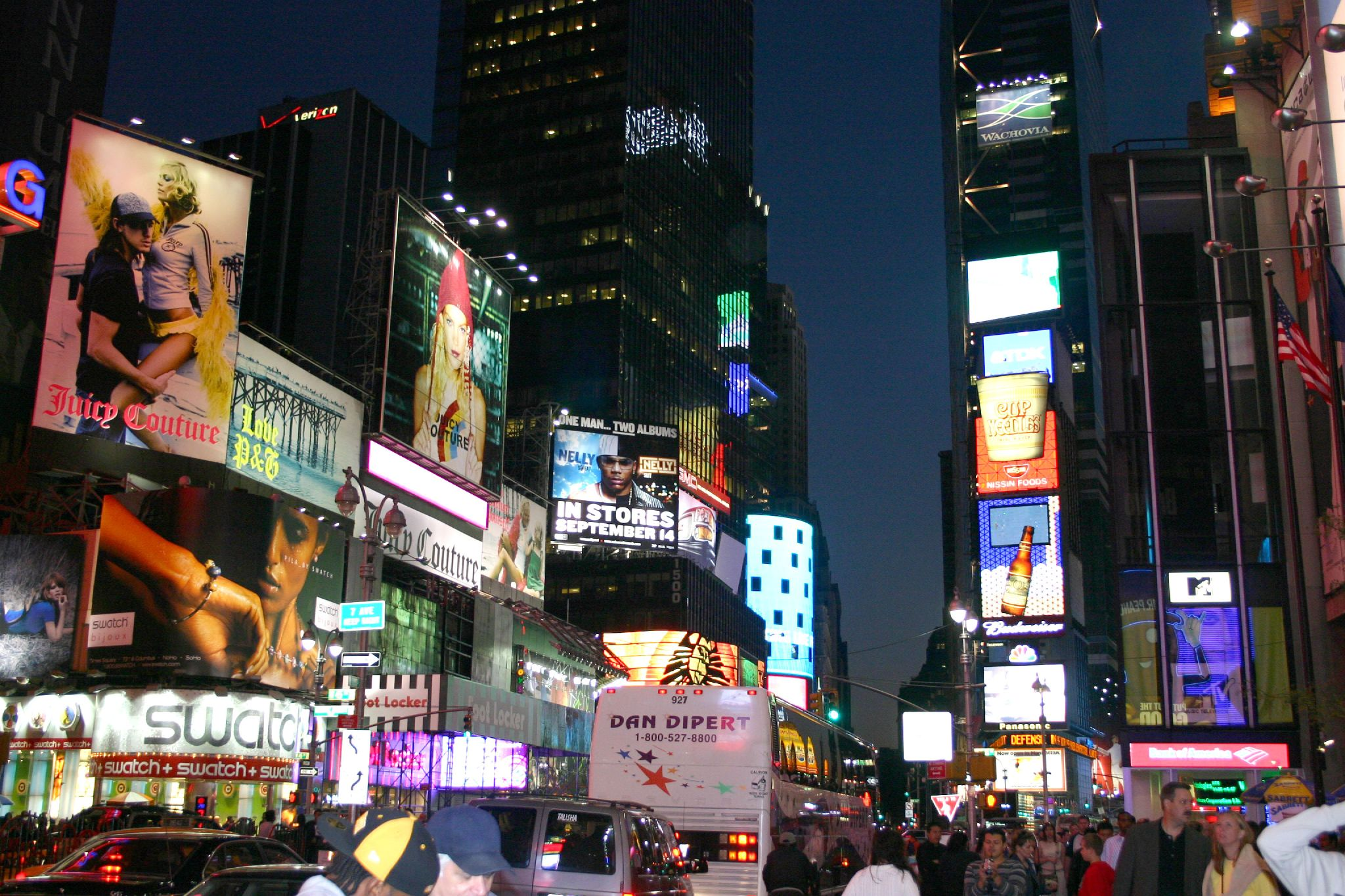
Times Square in New York, een icoon van het kapitalisme.

Het kapitalisme is een economisch systeem dat is gebaseerd op investeringen van geld in de verwachting winst te maken. De productiemiddelen zijn meestal in privaat eigendom van particuliere ondernemers die daarbij veelal gebruikmaken van loonarbeid om meerwaarde te creëren. Zij genieten daarbij een grote mate van juridische vrijheid om over deze middelen te beschikken, de vrije ondernemingsgewijze productie. Deze vrijheid betekent ook dat er sprake is van concurrentie, wat maakt dat ondernemers er belang bij hebben om de efficiëntie van hun onderneming te vergroten. Daarom zal de kapitaalbezitter de winst niet volledig consumeren, maar herinvesteren in de onderneming en vindt kapitaalaccumulatie plaats. De distributie van producten wordt geregeld door de markt, waarin de rol van de overheid (in principe) beperkt is tot die van marktmeester.
Geld en kapitaalaccumulatie hebben in het kapitalisme de primaire rol overgenomen van de behoeftebevrediging in het economische proces. Met het winststreven als doel van productie onderscheidt de markteconomie zich onder meer van de slechts op eigen consumptie gerichte productie van de zelfvoorzieningslandbouw en de op patronage en patrimonialisme gerichte productie van het feodalisme.
Deze beschreven principes beschrijven een ideaaltype van de kapitalistische economie, die echter in verschillende historische omstandigheden verschillende uitdrukkingsvormen heeft gekregen. Gemengde economieën kennen een grotere rol toe aan de staat dan een "zuiver" kapitalisme, hetzij om de economische efficiëntie te vergroten, hetzij om de werknemers te laten delen in de winst.
De principes van het kapitalisme vinden hun klassieke formulering in het werk van de Schotse moraalfilosoof Adam Smith (1723–1790), die het echter niet als zodanig benoemde. Latere onderzoekers hebben de oorsprong van het kapitalisme gezocht in economische ontwikkelingen in het laatmiddeleeuwse Europa. Van daaruit heeft het kapitalisme zich over de wereld verspreid, aangedreven door het streven naar accumulatie, dat in zich een tendens bevat om steeds nieuwe bronnen van rijkdom (grondstoffen, afzetmarkten, goedkope arbeidskrachten) aan te boren. In de twintigste eeuw was het kapitalisme een van de twee dominante economische stelsels, naast het communisme. Sinds het uiteenvallen van de Sovjet-Unie en het proces van mondialisering aan het eind van de twintigste eeuw bezit het kapitalisme een wereldwijde hegemonie.
Bij het kapitalisme behoort een visie van de mens als homo oeconomicus: een rationeel, door eigenbelang gedreven individualisme dat een sterke nadruk legt op efficiëntie, spaarzaamheid en concurrentie in alle geledingen van de maatschappij. Dit positieve beeld vindt zijn sterkste uitdrukking in het liberalisme. Een minder rooskleurig beeld van het kapitalisme wordt geschetst door denkers als Karl Marx, die de nadruk leggen op de machtsverhoudingen tussen kapitaalbezitters en degenen die, bij gebrek aan kapitaal, genoodzaakt zijn te leven van hun arbeid.
Door de uiteenlopende ideeën die, vaak langs ideologische lijnen, in de tijd zijn ontwikkeld over wat het kapitalisme inhoudt, zijn deze kenmerken echter omstreden. Bijgevolg wordt het begrip 'kapitalisme' als een wezenlijk betwist begrip gezien. Voorname denkers over het kapitalisme zijn Adam Smith, Karl Marx, Max Weber, Werner Sombart, Ludwig von Mises, Fernand Braudel en Friedrich von Hayek.

## Etymologie
De term kapitalisme komt van het woord kapitalist dat op zijn beurt afkomstig is van het woord kapitaal. De Hollandtsche Mercurius gebruikte de term kapitalist in 1633 en 1654 ter verwijzing naar mensen die eigenaar waren van kapitaal. De term kapitaal is afkomstig van het Latijnse capitale, hetgeen "veestapel" betekent en op zijn beurt is afgeleid van caput ("hoofd" of "kop"). Capitale werd in de 12 en 13de eeuw gebruikt ter verwijzing naar fondsen, goederen, geldsom of rente in geld. De oorsprong van de term kapitalisme wordt toebedeeld aan Louis Blanc in 1850.

## Definities

### Bij Marx
De marxistische definitie van kapitalisme (die echter niet uitsluitend door marxisten wordt gehanteerd) is voornamelijk ideologisch van aard en legt de nadruk op het winstoogmerk. In Marx' eigen definitie van kapitalisme is dit een stelsel waarin geld het verkrijgen van meer geld als primaire functie heeft, zoals samengevat in de formule G—W—G'=G+ΔG: geld wordt verruild voor (koop)waar, die weer verruild wordt voor een geldbedrag dat ΔG hoger is dan het oorspronkelijke bedrag. Omdat dit grotere geldbedrag weer de functie van vermeerdering (accumulatie) op zich neemt, omschrijft de formule een kringloop en beschrijft ze een economie die de neiging heeft om te groeien.

De formule is direct toepasbaar op de handel, waarvan het doel is om waren zo goedkoop mogelijk in te kopen en zo duur mogelijk te slijten. De marxistische analyse richt zich echter voornamelijk op de kapitalistische productiewijze, de inrichting van gehele nationale economieën volgens het winstprincipe, loonarbeid en marktwerking. De formule luidt hier
G — W=A+Pm /... P ... W' — G'=G+ΔG,
oftewel, geld G wordt geruild tegen waren W, bestaande uit arbeidskracht A en productiemiddelen Pm, die gebruikt worden in productie P om een product W' te verkrijgen dat een geldbedrag G'=G+ΔG opbrengt. Deze manier van produceren veronderstelt dat de geproduceerde waren, maar ook de productiemiddelen en de arbeidskracht op markten verkocht worden. Daarvoor is een wettelijke garantie van particuliere eigendom noodzakelijk en moet het bovendien voor een deel van de bevolking noodzakelijk zijn om in loondienst te treden: de mogelijkheid tot zelfvoorzieningslandbouw moet zijn afgesneden door privatisering van het grondbezit. De ontwikkeling hiervan wordt geplaatst in het vroegmoderne Europa, met het proces van enclosures in Engeland als belangrijk keerpunt.

### Bij Weber
Max Weber maakt eveneens het streven naar winst en het verschijnsel van herinvestering tot onderdeel van zijn definitie van kapitalisme. Hij legt sterk de nadruk op het rationele karakter van het kapitalisme: het is niet hetzelfde als hebzucht, maar veeleer de beteugeling hiervan, die benodigd is om rijkdom en winst te investeren in plaats van ze slechts te consumeren, op te potten of ten toon te spreiden. Ook berust kapitalisme voor Weber op de boekhouding, de continue berekening van waarde en de effectieve meting van arbeidstijd.
Hoewel Weber kapitalisme, volgens zijn definitie, al aan het werk ziet in de oudheid, is ook zijn aandacht vooral gericht op kapitalisme als ordenend principe in moderne westerse samenlevingen. Verschil met alle eerdere vormen van kapitalisme zijn de vrije loonarbeid en de ontwikkeling van de markt als het regulerende principe van de gehele economie. Controversiëler dan Webers idee van kapitalisme als een rationele ordening, is zijn stelling dat dit systeem alleen heeft kunnen ontstaan onder invloed van het protestantisme, dat een geest van spaarzaamheid, individualisme, uiterlijke bescheidenheid en werklust propageerde.

### Bij Braudel en Wallerstein
Bij de historicus Fernand Braudel en diens volgelingen in zowel de Annales-school als de wereld-systeemtheorie (met name Immanuel Wallerstein) wordt een historische en politieke definitie van kapitalisme gehanteerd, waarin de nadruk ligt op het internationale karakter van de economische inrichting. Kapitalisme is hier vooral een grensoverschrijdende economische ordening die (in tegenstelling tot alle eerdere stelsels) nooit is ingekapseld door één staat, door een imperium. Dit betekent dat de economische macht van kapitaalbezitters náást de politieke macht bestaat en niet een ondergeschikte positie inneemt, zoals dat bijvoorbeeld het geval was in 's werelds grootste markteconomie vóór de opkomst van het kapitalisme: het vroegmoderne China.
De oorsprong van het kapitalisme wordt door Braudel en Wallerstein gekoppeld aan de staatsvorming in het laatmiddeleeuwse en vroegmoderne Europa. De crisis van de late middeleeuwen en de Honderdjarige Oorlog vormen een keerpunt. Wat in de periode hierna in Europa ontstond was een stelsel van staten die elkaar in balans hielden (met het Habsburgse rijk als laatste grote poging tot een Europees imperium), een neiging van de 'ingeklemde' staten om buiten het continent handel te gaan drijven (te beginnen met de verkenningstochten van de Portugezen) en een stelsel van handel en financiering over de grenzen heen.

## Geschiedenis

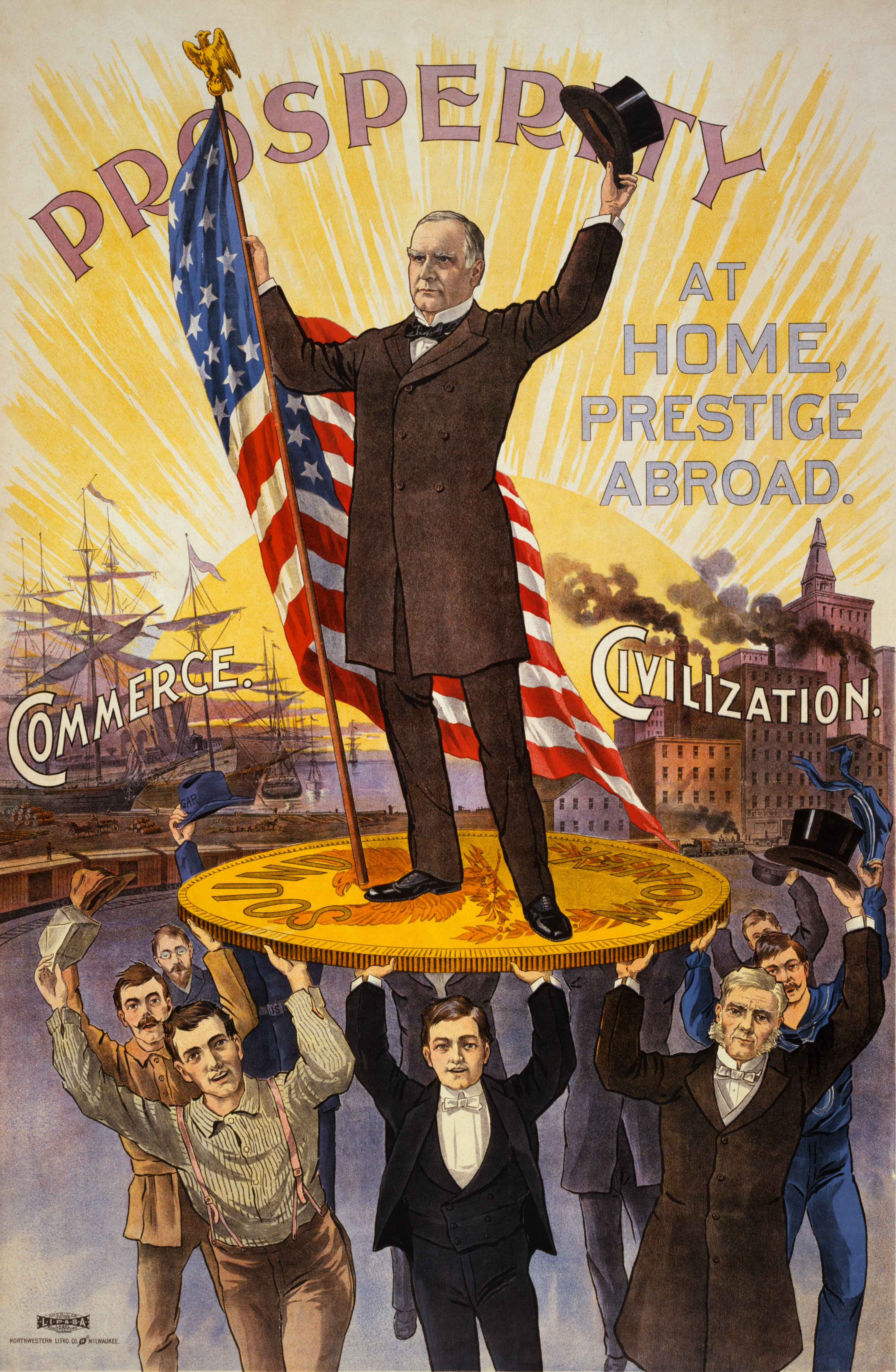
De gouden standaard vormde de financiële basis van de internationale economie tussen 1870 en 1914.

Geschiedkundigen onderscheiden verschillende periodes voor het kapitalisme: Werner Sombart onderscheidt het vroegkapitalisme vanaf halverwege de dertiende eeuw tot halverwege de achttiende eeuw, het hoogkapitalisme van ongeveer 1750 tot 1914 en het huidige laatkapitalisme. Het kapitalisme in de tijd van Adam Smith ziet er dan ook wezenlijk anders uit dan de huidige vormen. In de tijd van Smith waren er veel kleine bedrijven waar de eigenaar nog direct betrokken was bij de bedrijfsvoering. Door de geringe grootte van de bedrijven en het grote aantal ervan, kon bijna volkomen mededinging verwezenlijkt worden. Tegenwoordig zijn er echter enorme multinationals met een grote marktmacht, waarbij het eigendom is opgezet door aandeelhouders met beperkte aansprakelijkheid en gescheiden is van de bedrijfsvoering.

### Individualisme
Het kapitalisme vindt zijn oorsprong in het vroegmoderne West-Europa, waar het ontstond uit het feodale systeem in de late middeleeuwen. De arbeidsverdeling zette in deze periode steeds verder door, wat een proces van individualisering in gang zette, versterkt door de overgang van een agrarische naar een stedelijke samenleving.
Naast elkaar ontstonden het vroegkapitalisme en het mercantilisme. Gedurende de negentiende eeuw ontstond echter in de klassieke economie het inzicht dat vrijhandel zowel absolute als comparatieve voordelen bood en verminderde de invloed van het mercantilisme om plaats te maken voor economisch liberalisme. In de neoklassieke economie kwam de vrijheid van het individu centraal te staan, aangezien de onzichtbare hand met het nastreven van eigenbelang de motor van de welvaart van de hele samenleving zou zijn. Om deze vrijheid in economisch handelen te bereiken, moest de staat zich als nachtwakersstaat beperken tot de garantie daarvan en op het vlak van productie en handel een politiek voeren van laisser-faire.

### Markteconomie
Drie tot vier eeuwen na China ontstond in Europa een markteconomie. In tegenstelling tot in China had de staat daarbij geen dominerende rol door het ontbreken van een unitaire gezagsstructuur. Handelaren en bankiers konden in enkele stadstaten de macht zelfs naar zich toe trekken. Een proces van economische, sociale en technologische veranderingen zocht zijn weg naar waar het politieke klimaat het toeliet en waar zij niet gehinderd werden door kerkelijke of politieke overheden.
Op de aldus ontstane markt werden vraag en aanbod op elkaar afgestemd door de marktwerking die volledig tot haar recht komt bij de in de praktijk niet te bereiken volkomen concurrentie. Van echte vrijhandel was echter maar beperkt sprake. De Engelse Scheepvaartwetten, twee eeuwen lang de basis van de Engelse opmars, werden pas opgeheven in 1849, toen het land voldoende domineerde om het zonder de bescherming van het protectionisme te kunnen stellen. Pas in 1860 werden alle protectionistische maatregelen opgeheven. Vrijhandelsverdragen werden afgesloten, waarbij enkele landen gedwongen werden, zoals China in het Verdrag van Nanking. Het protectionisme keerde echter vrij snel alweer enigszins terug toen na 1870 veel Europese landen afgesloten vrijhandelsakkoorden niet verlengden. De Verenigde Staten werden na het winnen van hun onafhankelijkheidsoorlog sterk protectionistisch en na de Grote Depressie gold dit voor vrijwel alle landen. Het zou tot het einde van de Tweede Wereldoorlog duren voordat de beperkingen met de GATT langzaam afgebouwd werden.

### Ondernemingsgewijze productie
Een goede marktwerking is niet te bereiken met een centraal geleide economie. De ondernemingsgewijze productie is hiervoor beter geschikt. De ondernemer anticipeert daarbij op de toekomstige vraag. Door onderlinge concurrentie vindt daarna een selectieproces plaats waarbij ondernemingen die minder efficiënt werken het onderspit delven. Om competitief te blijven, zullen bedrijven moeten investeren in innovatie met als gevolg wat Schumpeter creatieve destructie noemde, het proces van innovatieve ontwikkeling waarbij oude technieken worden vervangen door nieuwe. Een zekere mate van regulering door de overheid is nodig, om uitschakeling van concurrentie door kartelvorming tegen te gaan.

### Industrialisatie

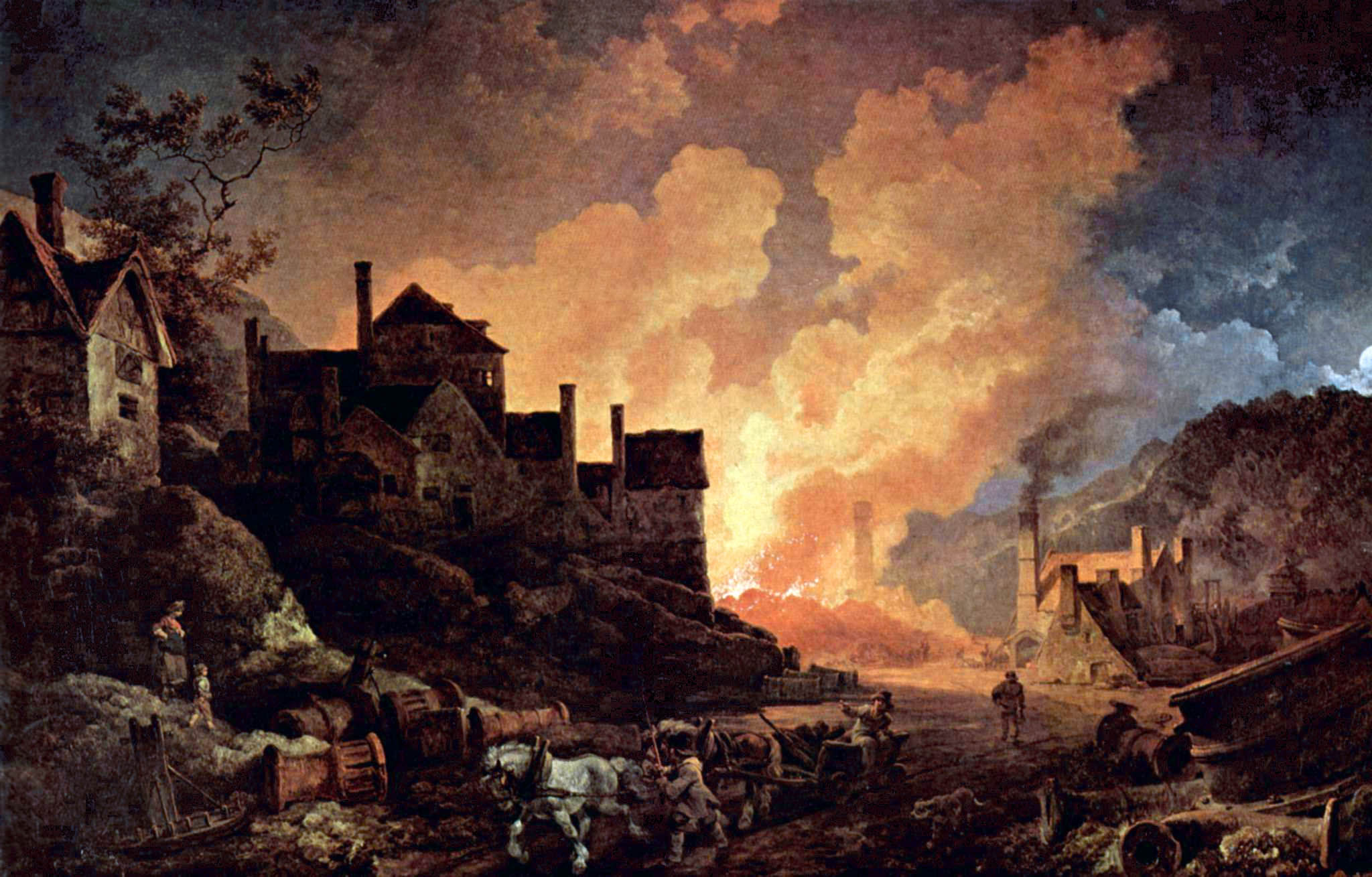
Philippe-Jacques de Loutherbourg, Coalbrookdale bij nacht, 1801.

Het kapitalistisch systeem nam eind achttiende eeuw een hoge vlucht in het Verenigd Koninkrijk toen de stoommachine was uitgevonden en de eerste gemechaniseerde fabrieken het daglicht zagen. Deze industriële revolutie zou zich in de loop van de negentiende eeuw over Europa verspreiden. Waar de koopman de centrale figuur was in het handelskapitalisme, werd dat nu de industrieel. Zij die gebruik konden maken van de combinatie van kapitalisme en industrialisatie hadden een belangrijk concurrentievoordeel. De omstandigheden in een aantal landen maakten het mogelijk om hierbij aansluiting te zoeken en na 1800 industrialiseerden ook België, Frankrijk en Duitsland zich zeer snel.
Voor vele andere landen gold dat echter niet en eeuwenoude ambachtelijke centra aan de andere kant van de wereld moesten plotseling concurreren met Britse producten. Dit bracht grote veranderingen in de wereldwijde economie, waarbij veel gebieden overschakelden op grondintensieve productie, daarbij soms gedwongen door de militaire macht van de Britten. Deze dominantie gaf hun ook de kans om vrijhandel af te dwingen na lange tijd vanuit het mercantilisme protectionistische maatregelen te hebben nagestreefd.
Het bezit van productiemiddelen werd nog meer dan voorheen een bron van grote macht. De traditie van het socialisme was een reactie op de ongelijkheid tussen bezitters en niet-bezitters die van deze ontwikkeling het gevolg was. In dezelfde periodes vonden liberale staatkundige omwentelingen plaats.
Met name in de Sovjet-Unie (vanaf 1917) en in de Volksrepubliek China (vanaf 1949) werd geprobeerd een socialistische economie op te bouwen. In West-Europa poogde de sociaaldemocratie, minder rigoureus, de maatschappelijke gevolgen van radicaal kapitalisme bij te sturen.

## Positieve en negatieve kritieken

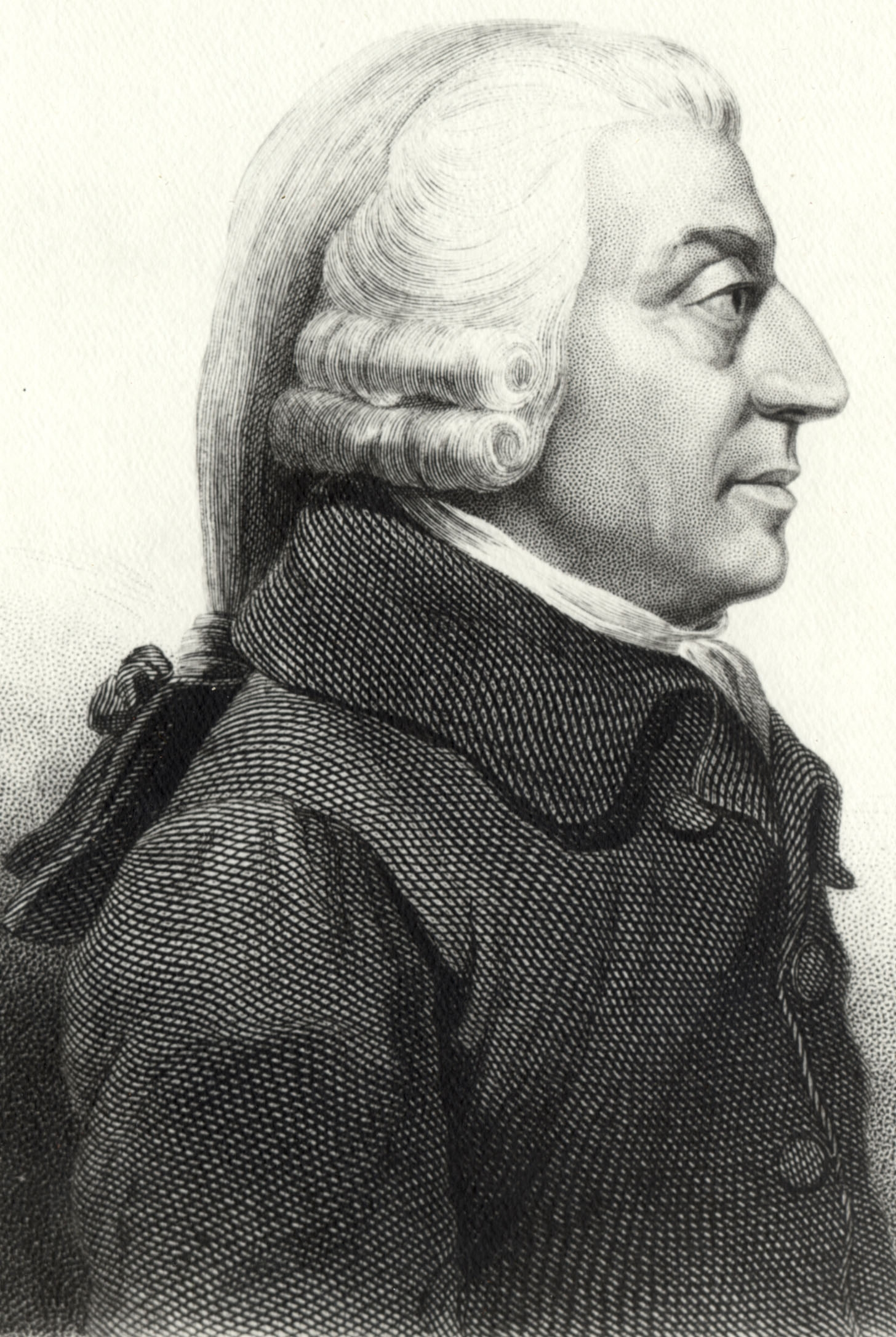
Adam Smith

De waardering van het kapitalisme loopt sterk uiteen en volgt enigszins de lijnen van de verschillende economische scholen. Onder de voorstanders van het systeem vindt men van oudsher de liberalen, met voorop de klassieke economen waaronder Adam Smith, die het systeem in zijn The Wealth of Nations uitvoerig verdedigde. Deze voorstanders meenden dat een kapitalistisch systeem met een zo vrij mogelijke markt de grootste welvaart zou opleveren. Dit idee is het sterkst doorgevoerd bij de Oostenrijkse school.
De politieke filosofie van het libertarisme ziet het kapitalisme als het logische gevolg van vrijheid. De vrije markt, ofwel het kapitalisme, is volgens deze visie een systeem waarin alle relaties tussen mensen zoals die tussen werkgever en werknemer en die tussen koper en verkoper vrijwillig zijn. Het kapitalisme zou daarmee het ideaal van menselijke vrijheid bevorderen.
Tegenstanders van het kapitalisme wijzen erop dat het systeem mono- en oligopolies en oligarchie in de hand werkt, iets wat overigens nog nauwelijks speelde in de tijd van Smith. Volgens de neo-schumpeteriaanse school zou echter elk monopolie uiteindelijk te maken krijgen met creatieve vernietiging.
De gedachte dat het kapitalisme bittere armoede genereert bij arbeiders wordt soms bestreden door de foutieve stelling dat het kapitalisme en de industriële revolutie reeds vanaf het begin voor grotere welvaart zorgden voor arm en rijk. Ten tijde van het hoogkapitalisme (1750 - 1914) met zijn laisser-faire was hier namelijk geen sprake van en de armoede uit die tijd droeg bij aan de ontwikkeling en opkomst van socialisme en communisme. Daarnaast stellen centrum-periferiemodellen zoals de dependencia-theorie dat het kapitalisme wel tot grotere welvaart voor zowel de armen als de rijken heeft geleid, maar ook tot een grotere ongelijkheid tussen de kapitalistische westerse wereld en de overige landen.
Nog een ander bezwaar tegen kapitalisme is dat het streven naar winst ten koste zou gaan van sociale rechten, zoals het recht op sociale zekerheid en recht op medische zorg. Hiertegenover staat dat er ook economen zijn die wijzen op de onbedoelde gevolgen van dergelijke wetgeving, zoals de verminderde kans voor bijvoorbeeld ouderen om aangenomen te worden. Een ander voorbeeld is het minimumloon dat volgens de neoklassieke school de marktruiming beperkt en daarmee de institutionele werkloosheid doet toenemen. Volgens de Keynesiaanse school kan de conjuncturele werkloosheid hierdoor echter juist afnemen.

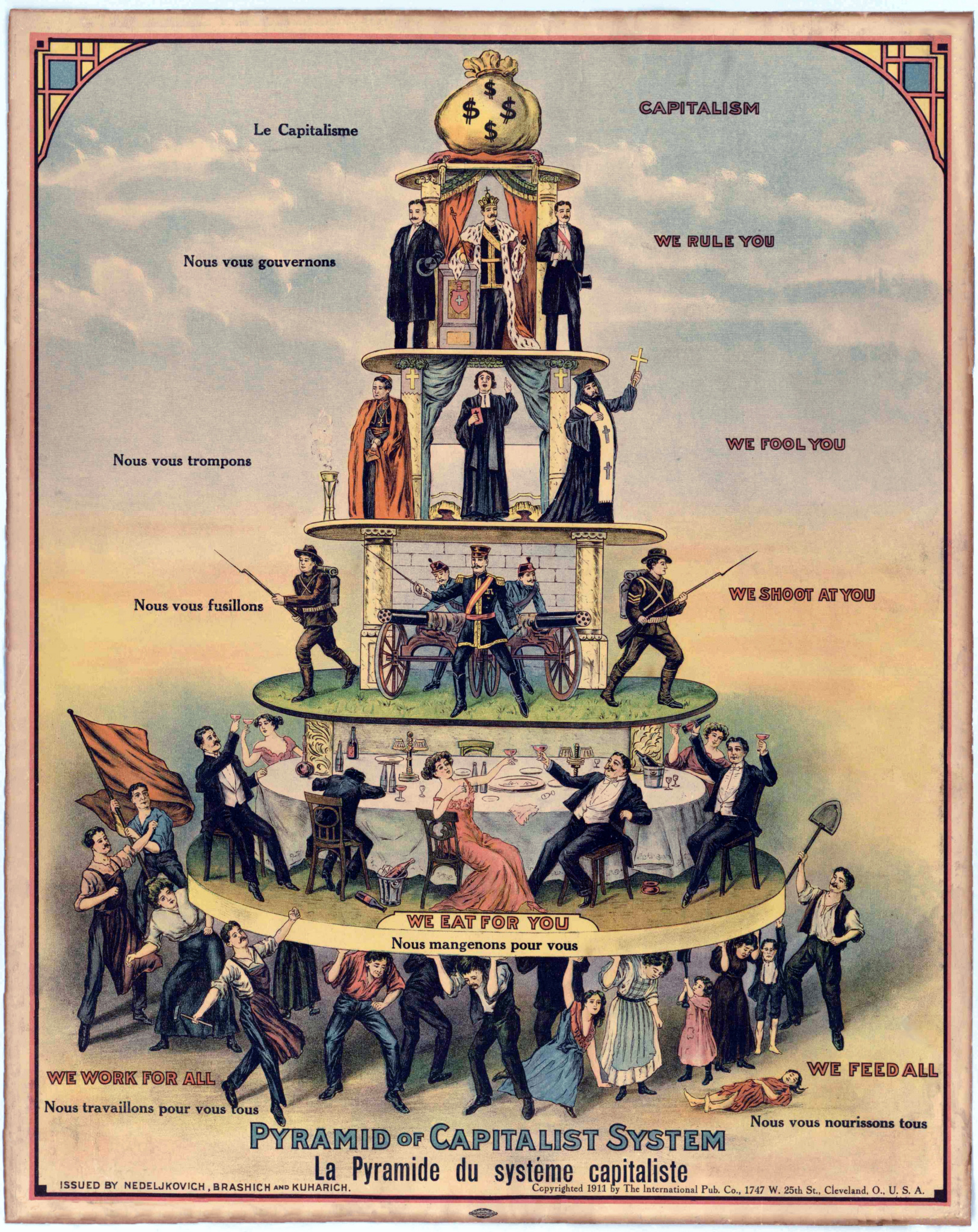
Een poster van de Industrial Workers of the World (1911)

Aan de andere kant is er een breed scala aan bewegingen, ideeën en opvattingen tegen het kapitalisme gekant. Hieronder vallen ideologieën die het kapitalisme volledig willen vervangen door een ander systeem, bijvoorbeeld het communisme, maar er zijn ook bewegingen die zich alleen tegen bepaalde aspecten van het kapitalisme richten, zoals de bewegingen tegen globalisme en zelfverrijking door directieleden en commissarissen van ondernemingen. Voorstanders van het kapitalisme stellen tegen de tegenstanders van het kapitalisme dat het communisme overal waar het als systeem uitgeprobeerd is gefaald heeft, vaak op gruwelijke wijze. Mondiale vrijhandel leidt volgens de klassieke school juist tot meer welvaart en vrijheid door comparatief en absoluut voordeel waarbij men zich toelegt op waar men het beste in is. David Ricardo stelde echter als voorwaarden voor comparatief voordeel dat er geen sprake kon zijn van een oligo- of monopolie, dat externe kosten geïnternaliseerd moesten zijn en dat er geen kapitaalstromen tussen landen mocht zijn. In de huidige mondialisering wordt aan geen van deze voordelen voldaan, zodat het comparatieve voordeel voor armere landen niet altijd opgaat. Ha-Joon Chang stelt ook dat het principe van het comparatieve voordeel armere landen kan aansporen om zich te blijven specialiseren in landbouw, terwijl rijkere landen dat doen in geavanceerde technologie, met als gevolg dat het verschil in rijkdom groeit. Een van de redenen daarvan is dat het model van het comparatief voordeel de factor tijd niet in rekening brengt. Ook daar waar comparatief voordeel wel opgaat voor een land in zijn geheel, hoeft dat niet op te gaan voor groepen daarbinnen. Indien men werkt in een bedrijfstak die de internationale concurrentie niet aankan en niet omgeschoold kan worden, dan kan er wel degelijk sprake zijn van lokale nadelen. Hetzelfde geldt uiteraard als men in deze bedrijfstakken heeft geïnvesteerd. Vanuit deze hoek zal dan ook vaak worden aangedrongen op protectionistische maatregelen.
Wat beloning van directieleden en commissarissen betreft, wijzen veel liberalen en conservatieven erop dat deze vergoedingen moreel zijn, zo lang ze maar op basis van vrijwilligheid overeengekomen worden. De consument, werknemer of aandeelhouder die de vergoedingen te hoog vindt, kan bovendien 'stemmen met zijn voeten'. Peter Drucker stelde echter dat dit wel opging in de tijd dat de raad van commissarissen de eigenaren nog vertegenwoordigde, maar dat hier tegenwoordig nauwelijks nog sprake van is, terwijl in veel gevallen de banden met de raad van bestuur zijn gegroeid door de onderlinge afhankelijkheid.
Volgens Karl Marx vormen de eigenaars van productiemiddelen een klasse, de kapitalisten. Een andere klasse, de arbeiders, moet zijn arbeidskracht verhuren aan die kapitalisten. Tot deze arbeiders wordt iedereen gerekend die in loondienst werkt. Dit leidt, volgens Marx, tot vervreemding van de arbeid en een onrechtvaardige machtsverhouding. Volgens zijn arbeidswaardeleer is er hierbij sprake van uitbuiting, omdat de meerwaarde die wordt verkregen uit arbeid niet meer toekomt aan hen die de arbeid verrichten, maar aan slechts enkele vermogende kapitalisten. Ook de voortdurende onzekerheid van de arbeider in het industriële productieproces hekelde Marx, maar tegelijk zag hij ook de progressieve kant van het systeem, dat door zijn constante behoefte aan technologische verandering de zelfbewuste arbeiders zou opleiden die het systeem konden vervangen door een rationelere orde.

### Personen
- Frédéric Bastiat
- Milton Friedman
- Friedrich Hayek
- John Maynard Keynes
- Karl Marx
- Robert Nozick
- Karl Polanyi
- Joan Robinson
- Adam Smith
- Max Weber

### Boeken
- The Wealth of Nations
- The Road to Serfdom
- Kapitaal in de 21ste eeuw

#### Kritiek op het kapitalisme in literatuur
- Das Kapital, het hoofdwerk van Karl Marx uit 1867 dat aan de basis staat van het marxisme.
- 23 Dingen Die Ze Je Niet Vertellen Over Het Kapitalisme, Ha-Joon Chang, ISBN 9789046809310

### Overig
- Economische democratie
- Essentially contested concept
- Mercantilisme
- Mondialisering / globalisering

extreemlinks · radicaal-links · links · centrum · rechts · radicaal-rechts · extreemrechts 

confessionalisme · christendemocratie · conservatisme · neoconservatisme · paleoconservatisme · islamisme

liberalisme · klassiek liberalisme · economisch liberalisme · conservatief-liberalisme · progressief liberalisme · neoliberalisme · libertarisme · groenliberalisme · geoïsme

anarchisme · syndicalisme · feminisme · ecologisme · ecofascisme · agrarisme · progressivisme 

marxisme · communisme · trotskisme · leninisme · stalinisme · maoïsme · socialisme · sociaaldemocratie · communitarisme

populisme · fortuynisme · solidarisme · nationalisme · linksnationalisme · fascisme · nationaalsocialisme